# إغريمة أنديزية
غريميا أنديزية (الاسم العلمي: Grimmia andina) هي نوع من النباتات تتبع جنس الغريميا من الفصيلة الغريمية.